# Bibliotheca missionum

La Bibliotheca missionum est une collection de plus de 30 volumes de bibliographie missionnaire, rassemblant tous les articles publiés dans le domaine des missions et de la missiologie. La collection vit le jour en 1917 lorsque la missiologie émerge comme branche particulière de la théologie chrétienne. Tous les ans un volume supplémentaire est ajouté à la collection. 

## Histoire
Les monographies et études missionnaires chrétiennes se multiplient au XIXe et surtout début du XXe siècle. Du côté catholique, l’abbé Joseph Schmidlin est le premier à enseigner en 1910 la ‘science missionnaire’ à l’université, bientôt appelée ‘Missiologie’. Le poste est titularisé en 1914. 
Un autre pionnier le père oblat allemand Robert Streit (1875-1930) met en chantier une bibliographie complète – de la fin du Moyen Âge au XXe siècle - des ‘écrits missionnaires catholiques’ ; les écrits sont ordonnés par continent Le premier volume de la Bibliotheca missionum sort de presse en 1917,. Onze volumes sont publiés de son vivant. Son confrère et collaborateur devenu successeur, le père Johannes Dindinger (1881-1958), poursuit l’œuvre. Trente volumes sortiront de presse entre 1916 et 1974.
Depuis le concile Vatican II, l’Urbaniana - université de la Propaganda Fide - plus particulièrement intéressée de la formation à l’esprit missionnaire, reprend et continue la publication. Tous les ans un volume supplémentaire est ajouté à la collection.  A cela s’ajoutent les ‘Studia missionalia’ de l’Université grégorienne. Les deux universités romaines, Urbaniana et Grégorienne sont les seules universités pontificales romaines à avoir une faculté de missiologie.

## Contenu
Chaque volume inclut bibliographie et index. Le volume 14 est divisé en trois tomes.  La langue de travail est l'allemand.
- vol. 1 :  Grundlegender und allgemeiner Teil (partie fondamentale et elements généraux)
- vol. 2-3 : Amerikanische Missionsliteratur (Littérature missionnaire des Amériques)
- vol. 4-5 : Asiatische Missionsliteratur(Littérature missionnaire d'Asie)
- vol. 6 : Missionsliteratur Indiens, der Philippinen, Japans und Indochinas, 1700-1799 (Littérature missionnaire des Indes, des Philippines eu Japon et d'Indochine 1700-1799)
- vol. 7 : Chinesische Missionsliteratur, 1700-1950  (Littérature missionnaire de  Chine, 1700-1950)
- vol. 8 : Missionsliteratur Indiens u. Indonesiens, 1800-1946 (Littérature missionnaire des Indes et d'Undonésie, 1800-1946)
- vol. 9 : Missionsliteratur Philippinen, 1800-1909 (Littérature missionnaire des Philippines, 1800-1909)
- vol. 10 : Missionsliteratur Japan und Koreas, 1800-1970 (Littérature missionnaire du Japon et de Corée, 1800-1970)
- vol. 11 : Missionsliteratur Indochinas, 1880- 1909 (Littérature missionnaire d'Indochine, 1880-1909)
- vol. 12-14 : Chinesische Missionsliteratur, 1700-1950 (Littérature missionnaire de Chine, 1700-1950) 
  - Le vol. 14 est divisé en trois tomes
- vol. 15-20 : Afrikanische Missionsliteratur (Littérature missionnaire d'Afrique)
- vol. 21 : Missionsliteratur von Australien und Ozeanien (Littérature missionnaire d’Australie et Océanie)es Amériques)
- vol. 22-23 : Grundlegender und allgemeiner Teil (. (partie fondamentale et éléments généraux)
- vol. 24-26 : Amerikanische Missionsliteratur (Littérature missionnaire des Amériques)
- vol. 27 : Missionsliteratur Indiens u. Indonesiens, 1800-1946. (Littérature missionnaire de indes et d'Indonesie, 1800-1946)
- vol. 28 : Missionsliteratur Sudasians. (Littérature missionnaire d'Asie du Sud)
- vol. 29 : Missionsliteratur Sudostasiens. (Littérature missionnaire d'Asie du Sud-Ouest)
- vol. 30 : Missionsliteratur Japan und Koreas, 1800-1970. (Littérature missionnaire du Japon et de Corée, 1800-1970)